# Деніел Ламберт
Деніел Ламберт (англ. Daniel Lambert; 13 березня 1770 Лестер, Лестершир, Англія, Велика Британія — 21 червня 1809 Стамфорд, Лінкольншир, там же) — доглядач лестерської пересильної в'язниці й знавець спортивних тварин, що прославився надзвичайною тучністю. У квітні 1806 року повністю втративши працездатність і не маючи інших засобів до існування, зняв житло в Лондоні й почав брати вхідну плату з відвідувачів, які бажали подивитися на нього в його квартирі. У 1806—1809 роках зробив ще кілька комерційно успішних самопоказів в Бірмінгемі, Ковентрі, Йорку та інших британських містах, у вільний від поїздок час займаючись полюванням і розведенням бігових собак. У червні 1809 року раптово помер в Стамфорді. Похований на кладовищі стамфордської церкви Святого Мартина.
До моменту смерті маса тіла Ламберта становила 52 стоуна 11 фунтів (335 кг). На виготовлення його труни пішло 112 квадратних футів (10,4 м²) лісу.
За час, минулий після смерті Ламберта, його рекорд огрядності був багаторазово побитий, але сам Ламберт отримав в Лестері статус своєрідної культової фігури. У 2009 році газета Leicester Mercury («Лестерський Меркурій») охарактеризувала Ламберта як «одного з найбільш жаданих міських кумирів».